# Ida Odén
Ida Odén (* 14. April 1987 in Borås) ist eine ehemalige schwedische Handballspielerin.

## Karriere
Odén begann das Handballspielen in ihrer Geburtsstadt bei Borås HK. Im Jahr 2005 schloss sich die Rückraumspielerin dem schwedischen Erstligisten IK Sävehof an. Mit Sävehof gewann sie 2006, 2007, 2009, 2010, 2011, 2012, 2013, 2014 sowie 2015 die schwedische Meisterschaft. Im Juni 2015 gab Odén ihre Schwangerschaft und zugleich ihr Karriereende bekannt. Nachdem Odén im Dezember 2015 einen Sohn zur Welt brachte, verkündete sie im Februar 2016 ihr Comeback. 2016 und 2018 errang sie zwei weitere Meistertitel. Nach der Saison 2017/18 beendete sie ihre Karriere.
Odén bestritt 54 Partien für die schwedische Nationalmannschaft, in denen sie 135 Treffer erzielte. Bei der Europameisterschaft 2014 gewann sie mit Schweden die Bronzemedaille.
Odén gehörte in der Saison 2015/16 dem Trainerteam von IK Sävehof an.

## Privates
Odén ist mit dem schwedischen Handballspieler Robert Odén verheiratet.